# Tailfer (ruisseau)
Pour le village, voir Tailfer.
Le Tailfer est un cours d'eau de Belgique, affluent de la Meuse et faisant donc partie du bassin versant de la Meuse. Il coule en province de Namur et se jette dans la Meuse à Tailfer en aval de Profondeville.

## Parcours
Ce ruisseau prend sa source dans le domaine du château du Vivier l'Agneau près du village de Courrière dans la commune d'Assesse à une altitude de 270 m. Il passe successivement sous la N 4 puis l'autoroute E411 avant d'arroser les Fonds de Maillen. Après avoir traversé les bois d'Arche, il coule dans les Fonds de Lustin pour rejoindre le château Gilbert, le hameau et les étangs de Tailfer et enfin la rive droite de la Meuse à une altitude de 85 m. 
Une partie du cours du ruisseau de Tailfer est souterraine avec plusieurs pertes et résurgences